# 15-Ball

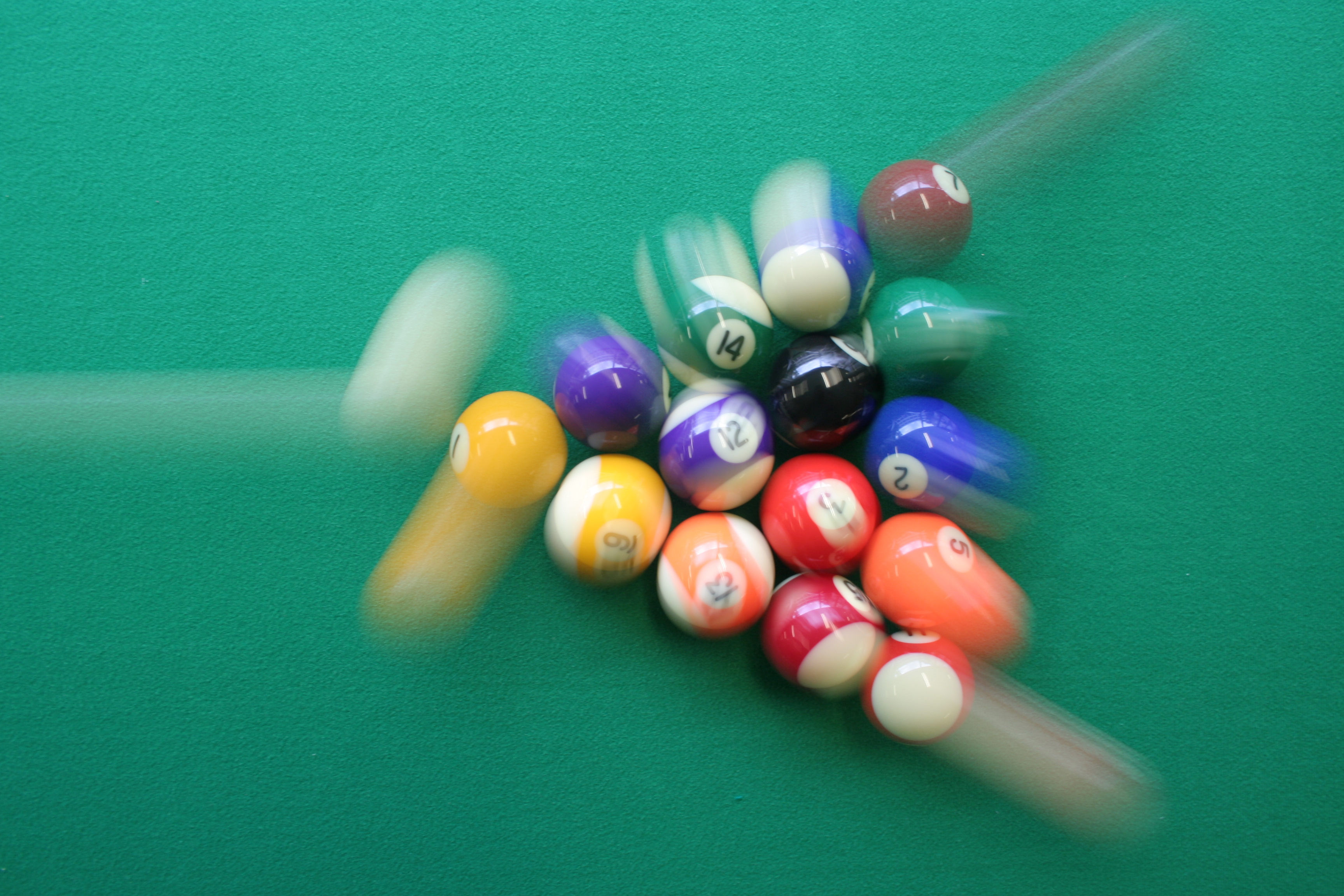

15-Ball (auch 61-Pool) ist eine Disziplin des Poolbillards, bei der mit den fünfzehn Objektbällen (die Farbigen) und einem Spielball (die Weiße) auf einem Poolbillardtisch gespielt wird.

## Historisches
Bekannt ist diese Disziplin vor allem in den USA, wo sie seit Anfang der 1880er Jahre bei nationalen Meisterschaften gespielt wurde. Einer der großen Stars der Szene dieser Zeit war der Kubaner Alfredo de Oro, der den Titel 1887 und 1888 gewann.

## Allgemeines
15-Ball ist ein Spiel, bei dem die Spieler um Punkte spielen und Fehler (Scratches) für eine dramatische Wende am Tisch sorgen. Das Spiel wird auch manchmal 61-Pool genannt. Das ist die Punktezahl, die benötigt wird, um das Spiel zu gewinnen. Die Summe der auf den Bällen stehenden Zahlen 1–15 ergeben 120. Im Gegensatz zu Rotation, eine ähnliche Poolbillardvariante, wechselt die Aufnahme nach jedem Stoß eines Spielers. So können geübte Spieler keine Serien erzielen und das Spiel bleibt ausgeglichen. Der Reiz des Spieles besteht darin, durch schwierigere Stöße wie Bandenstöße,  Kombinationen oder Bogenbälle mehr Punkte zu erreichen.

## Regeln

### Aufbau und Anstoß
Alle 15 Objektbälle werden wie beim 8-Ball zusammen aufgebaut, wobei die 15 auf dem Fußpunkt liegt. Anders als bei 8-Ball, spielt es keine Rolle, wie die Zahlen oder Ganzen/Halben im Weiteren im Dreieck konfiguriert sind. Mit der 15 an der Spitze des Dreiecks ist sichergestellt, dass diese nicht gleich beim Anstoß fällt. Manchmal bauen die Spieler aber die hohen Bälle nach vorne und die niedrigen Bälle nach hinten auf, da sich diese zuerst lösen werden und dann spielbar sind. Dies trifft vor allem auf ungeübte Anstoßspieler zu. Um einen gültigen Anstoß handelt es sich, wenn mindestens zwei Objektbälle und der Spielball (weiß) eine Bande berührt haben.

### Spielweise
Es wird eins zu eins gespielt, meint: nach jedem Stoß gibt der Spieler ab und sein Gegner ist am Zug. Die Bälle müssen nicht angesagt werden und auch nicht in der Reihenfolge gespielt werden (siehe Rotation). Der Spieler hat freie Ballwahl, muss aber mindestens einen Ball regulär treffen. Danach erfolgt der Spielerwechsel. Dem Spieler werden nun die erzielten Punkte gutgeschrieben bzw. nach einem Foul auch abgezogen. Der Spieler, der zuerst 61 Punkte erzielt, hat das Spiel gewonnen. Bei Gleichstand mit dem letzten versenkten Ball erhält der aktuelle Spieler einen extra Tie-Break-Punkt.

### Fouls
Ein Foul liegt vor, wenn…
- …der Spielball versenkt wird
- …ein Ball den Tisch verlässt
- …ein Durchstoß ausgeführt wird (bei eng aneinander liegenden Bällen, wenn in Stoßrichtung der Queue den Spielball zweimal berührt)
- …der Spieler Bälle mit seiner Kleidung berührt
- …der Queue beim Stoß einen der anderen Bälle berührt oder sogar bewegt

Alle beim Foul versenkten Bälle kommen zurück auf den Tisch und werden, am Fußpunkt beginnend, zur Fußbande hin hintereinander aufgesetzt, ohne dabei die auf dem Tisch Liegenden zu versetzen. Außerdem werden dem Spieler drei Punkte abgezogen. Bei einem Foul (Scratch) oder wenn der Spielball den Tisch verlassen hat, hat der Gegner „Ball in Hand“, also freie Ablagewahl des Balles, wobei in jede Richtung gespielt werden darf. Eine Drei-Foul-Strafe (Spielverlust) gibt es nicht.